# Eliana Bórmida
Eliana Bórmida (Mendoza, 29 juli 1947) is een Argentijns architecte. Ze is mede-eigenaar van de Bórmida & Yanzón studio. De studio is gespecialiseerd in wijnkelders en sinds 1988 hebben ze gewerkt aan meer dan dertig verschillende projecten, waarmee ze meerdere nationale en internationale prijzen hebben gewonnen.
Hiernaast werkt ze aan de Universiteit van Mendoza, waar ze afgestudeerd is in architectuur, op het gebied van monumentenzorg. Sinds 2011 is ze aan deze universiteit professor. In opdracht van de Regionale Overheid van Andalusië ontwikkelde ze een architecturale gids voor Mendoza.
In 2007 werd zij door de President van Italië benoemd in de Orde van de Ster van de Italiaanse Solidariteit. In 2012 won ze de Konex Award voor architectuur.
- International Standard Name Identifier: 0000 0000 3136 4596
- Library of Congress Control Number: n80000336
- Système universitaire de documentation: 237270307
- Virtual International Authority File: 48051595
- WorldCat: E39PBJppBgdb9rtJQ83JCbqJDq